# Крабтрий
Офицер Крабтрий  е персонаж в комедията „Ало, ало!“, излъчвана по BBC от 1982 до 1992 г. Ролята е изпълнявана от Артър Бостръм.
В „Завръщането на Ало, ало!“ е разкрито, че персонажът е базиран отчасти на Едуард Хийт, който говорил отличен френски, но със силен английски акцент.

## Кратко резюме
Героят е таен британски агент, маскиран като жандармерист. Въпреки това знанията му по френски са ограничени. Това е показано чрез бъркане на гласни за комичен ефект (пример за това е монотонното му „Добрютро“. На английски то е good moaning, буквално добро пъшкане.)
Крабтрий понякога говори родния си английски език, най-често с летците Феърфакс и Карстеърс. Разваленият му френски е заразен, защото няколко френски персонажи (и по-точно мадам Едит) започват да говорят като него без да осъзнават, докато не го чуят. Рене му се подиграва, използвайки сбърканите от Крабтрий думи. Мишел и Ивет често играят ролята на преводачи на офицера.
Постоянна шега по време на сериала е, че винаги, щом някой от другите герои срещне британски офицери, френският им е същият като на Крабтрий.

### Ранг
Рангът му във френската полиция е неизвестен, но в седми сезон Хелга разкрива, че е глава на Нувийонската полиция, а в девети носи три нашивки, подсказващи сержантски ранг.